# SIRT2
SIRT2 (англ. Sirtuin 2) – білок, який кодується однойменним геном, розташованим у людей на короткому плечі 19-ї хромосоми. Довжина поліпептидного ланцюга білка становить 389 амінокислот, а молекулярна маса — 43 182.
| 10         |  | 20         |  | 30         |  | 40         |  | 50         |
| ---------- |  | ---------- |  | ---------- |  | ---------- |  | ---------- |
| MAEPDPSHPL |  | ETQAGKVQEA |  | QDSDSDSEGG |  | AAGGEADMDF |  | LRNLFSQTLS |
| LGSQKERLLD |  | ELTLEGVARY |  | MQSERCRRVI |  | CLVGAGISTS |  | AGIPDFRSPS |
| TGLYDNLEKY |  | HLPYPEAIFE |  | ISYFKKHPEP |  | FFALAKELYP |  | GQFKPTICHY |
| FMRLLKDKGL |  | LLRCYTQNID |  | TLERIAGLEQ |  | EDLVEAHGTF |  | YTSHCVSASC |
| RHEYPLSWMK |  | EKIFSEVTPK |  | CEDCQSLVKP |  | DIVFFGESLP |  | ARFFSCMQSD |
| FLKVDLLLVM |  | GTSLQVQPFA |  | SLISKAPLST |  | PRLLINKEKA |  | GQSDPFLGMI |
| MGLGGGMDFD |  | SKKAYRDVAW |  | LGECDQGCLA |  | LAELLGWKKE |  | LEDLVRREHA |
| SIDAQSGAGV |  | PNPSTSASPK |  | KSPPPAKDEA |  | RTTEREKPQ  |  |            |

A: Аланін

C: Цистеїн

D: Аспарагінова кислота

E: Глутамінова кислота

F: Фенілаланін

G: Гліцин

H: Гістидин

I: Ізолейцин

K: Лізин

L: Лейцин

M: Метіонін

N: Аспарагін

P: Пролін

Q: Глутамін

R: Аргінін

S: Серин

T: Треонін

V: Валін

W: Триптофан

Кодований геном білок за функціями належить до гідролаз, фосфопротеїнів. 
Задіяний у таких біологічних процесах, як імунітет, вроджений імунітет, транскрипція, регуляція транскрипції, клітинний цикл, поділ клітини, мітоз, автофагія, диференціація клітин, нейрогенез, мейоз, ацетилювання, альтернативний сплайсинг. 
Білок має сайт для зв'язування з НАД, іонами металів, іоном цинку. 
Локалізований у клітинній мембрані, цитоплазмі, цитоскелеті, ядрі, мембрані, клітинних відростках, хромосомах.